# Динорфины
Динорфины (англ. dynorphins, Dyn) — класс опиоидных пептидов, прекурсором которых является продинорфин. При расщеплении продинорфина PC2-конвертазой возникает множество активных пептидов: динорфин A, динорфин B, α/β-неоэндорфин. Деполяризация нейрона, содержащего продинорфин, стимулирует процессинг PC2-конвертазой, который происходит внутри синаптических везикул в пресинаптических окончаниях. Иногда продинорфин обрабатывается не полностью, что приводит к образованию т. н. «большого динорфина» (англ. big dynorphin), который состоит из 32 аминокислотных остатков и включает как динорфин A, так и динорфин B.
Динорфин A, динорфин B и большой динорфин включают большое количество осно́вных аминокислотных остатков (29,4 %, 23,1 % и 31,2 % соответственно), в частности лизина и аргинина, а также множество гидрофобных остатков (41,2 %, 30,8 % и 34,4 %). Динорфины широко распространены во всей ЦНС, однако наибольшая их концентрация обнаруживается в гипоталамусе, продолговатом мозге, варолиевом мосту, среднем мозге и спинном мозге. Динорфины хранятся в больших (80—120 нм) электронно-плотных везикулах, которые отличаются от маленьких синаптических везикул тем, что в случае первых требуется более сильный и продолжительный импульс для высвобождения трансмиттеров в синаптическую щель. Электронно-плотные везикулы являются характерными для опиоидных пептидов.
Первыми результатами по функционированию динорфинов стали работы группы Гольдштейна и др. по изучению опиоидных пептидов. Группа учёных обнаружила в гипофизе свиньи эндогенный опиоидный пептид, который было трудно выделить. На основе секвенирования первых 13 аминокислот пептида они синтезировали искусственную версию пептида со схожей с оригиналом силой. Группа применила пептид синтетический пептид к продольной мышце подвздошной кишки морской свинки и обнаружила, что открытое вещество является чрезвычайно сильным опиоидным пептидом. Оно было названо динорфином (от греч. δύνᾰμις — «сила»).
Основное действие динорфинов связано с активацией κ-опиоидных рецепторов (KOR), рецепторов, сопряжённых с G-белком (GPCR). Идентифицированы два типа κ-рецепторов: Κ1 и Κ2. Хотя KOR является первичным рецептором для всех динорфинов, эти пептиды обладают также некоторым сродством к μ-опиоидным рецепторам (MOR), δ-опиоидным рецепторам (DOR) и N-метил-D-аспартатным (NMDA) рецепторам глутамата. Различные динорфины показывают различную селективность и силу на рецепторах. Большой динорфин и динорфин A обладают одинаковой селективностью к человеческим κ-рецепторам, но последний показывает бо́льшую селективность в отношении KOR по сравнению с MOR и DOR, чем большой динорфин. Большой динорфин обладает большей силой на κ-рецепторах, чем динорфин A. И большой динорфин, и динорфин A показывают бо́льшую селективность и силу, чем динорфин B.